# 여름하늘의 페르세우스
여름하늘의 페르세우스(일본어: 夏空のペルセウス 나쯔-소라노 페루세우수[*])는 minori의 2012년 12월 작 에로게이다. 서브장르는 어드벤처이다. 이번 작에서는 그들은 에로적 요소를 강화했다고 말했다.

## 개요
Minori가 지난 작 스피파라 ~Spring has come!~의 상업적 실패 이후 제작한 에로게. 그들이 처음에 발매하던 작품처럼 에로게로 돌아갔으며, 최근의 에로게임 업계의 트렌드인 모에와 에로를 혼합한 시나리오이다. 특히 요스가노소라와 카미카제☆익스플로러?!의 영향을 받았다. 왜냐면 시나리오 상에서 여동생과 섹스하는 등 배덕적 요소가 있으며, 유난히 루트가 있는 히로인의 가슴이 크기 때문이다.

## 등장인물
토오노 렌(遠野 恋)
성우 : 없음 / 쿠스하라 유이
미나카와 스이(皆川 翠)
성우 : 없음 / 타치바나 아오이
히시다 아야메(菱田 あやめ)
성우 : 없음 / 사쿠라이 미레이
사와타리 토우카(沢渡 透香)
성우 : 없음 / 이치카와 히나코